# Arhangelszkij-székesegyház (Moszkva)

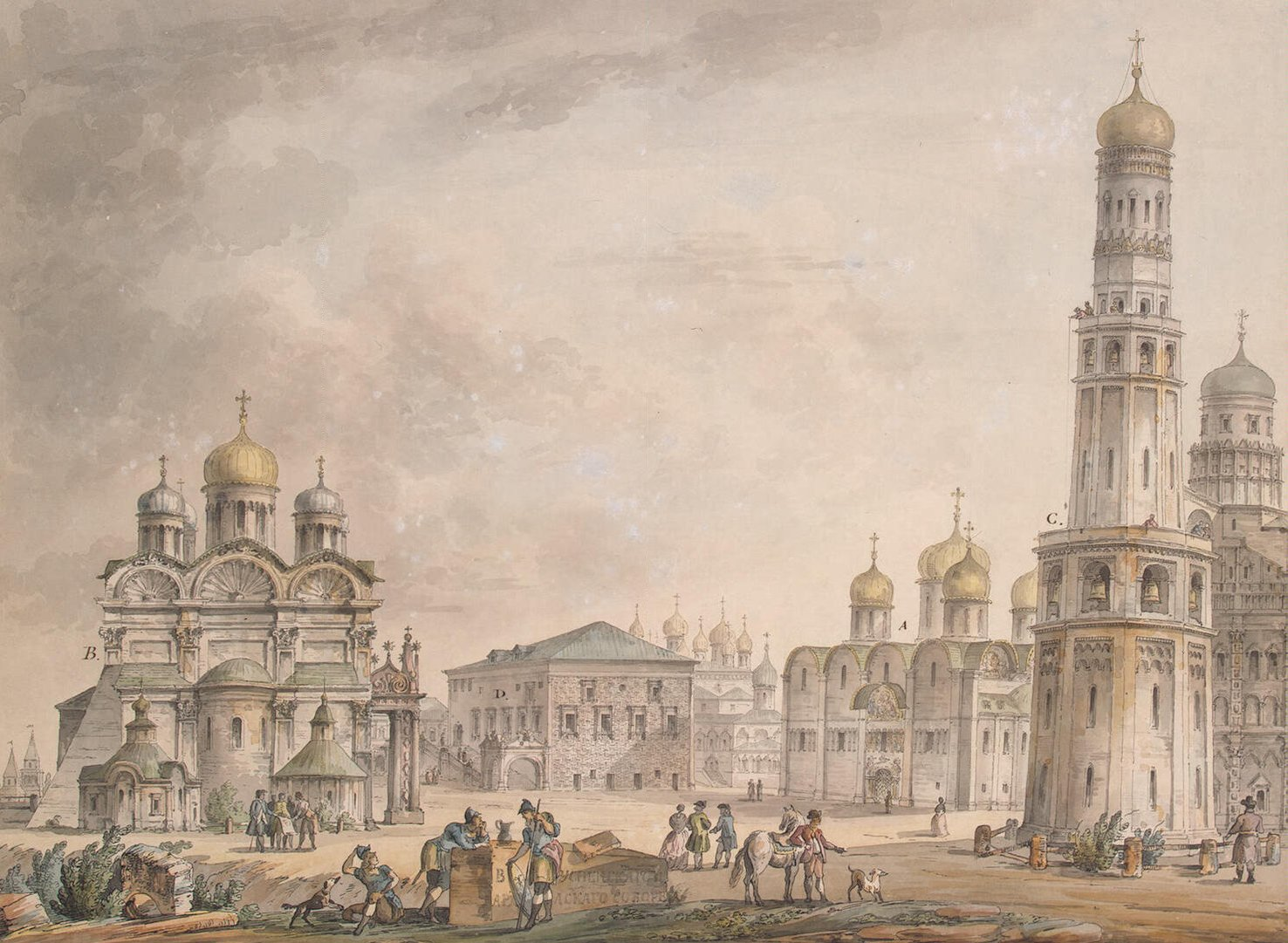
A Katedrálisok tere 1797-ben.

Az Arhangelszkij-székesegyház vagy Szent Mihály arkangyal-székesegyház (oroszul Архангельский собор; собо́р свято́го Архистрати́га Михаи́ла) egy orosz ortodox templom a moszkvai Kremlben, a Katedrálisok terén (Соборная площадь). Itt volt az orosz cárok temetkezőhelye míg a fővárost át nem helyezték Szentpétervárra.

## Története
A székesegyház helyén már 1250-ben épült egy fatemplom, amit 1333-ban kőtemplommá építtetett át Iván Kalita fejedelem. Ő volt az első uralkodó akit itt temettek el. 1505-ben III. Iván nagyfejedelem nagy építkezésekbe kezdett a Kremlben és a milánói Lamberti Aloisio da Mantagnana építészt bízta meg az Arhangelszkij-székesegyház átépítésével. Iván még ugyanazon év őszén meghalt és a félkész épületben temették el. A templom 1508-ra készült el teljesen és 1508. november 8-án szentelték fel.
Az új épület sok olasz reneszánsz elemet tartalmazott amelyek eltértek az orosz ízléstől és későbbi évszázadok felújításai során ezek egy részét eltüntették. A belső falakat az 1560-as években díszítették fel freskókkal.
Az 1737-es tűzvészben a templom megrongálódott és a Nagy Kremli Palota elődjének építése során a talaj süppedése miatt kissé elmozdultak a falai.
Az Arhangelszkij-székesegyházban adtak hálát a cári hadsereg győzelmeiért. Nagy Péter idejéig ide temetkeztek a moszkvai nagyfejedelmek és orosz cárok valamint rokonaik; összesen 54-en. Borisz Godunovot is ide temették először, de később sírját áthelyezték a Szentháromság–Szergij-kolostorba. Miután az új cári temetkezőhely a szentpétervári Péter–Pál-székesegyház lett, már csak a Moszkvában elhalálozott II. Pétert temették ide.
Az 1917-es forradalom idején a székesegyház is megrongálódott a harcokban. A szovjethatalom bezáratta, az 50-es években pedig, más templomokkal együtt múzeummá alakították át. A Szovjetunió felbomlása után a pravoszláv egyház visszakapta és újra tartanak benne istentiszteleteket.

## Formája
Az Arhangelszkij-székesegyház amellett, hogy megtartja a hagyományos pravoszláv struktúrát, stílusában sokban különbözik a másik két Kreml-beli társától. Az Uszpenszkij-templomhoz hasonlóan egy nagy és négy kicsi kupolája van, szimbolizálva Jézust és a négy evangelistát. Kagylódíszes félköríves falmélyedései, festett boltíves kapui és virágdíszes kapuívei azonban mutatják az olasz reneszánsz hatást. 
A templom belseje a pravoszláv kánon szerint épült. A 13 méter magas ikonosztázt 1678-81-ben készítették. A legrégibb, Mihály arkangyalt ábrázoló ikont állítólag még Dmitrij Donszkoj felesége, Jevdokija számára készítették a kulikovói győzelem emlékére. A ma látható falfreskók a 16. és 17. században készültek. 

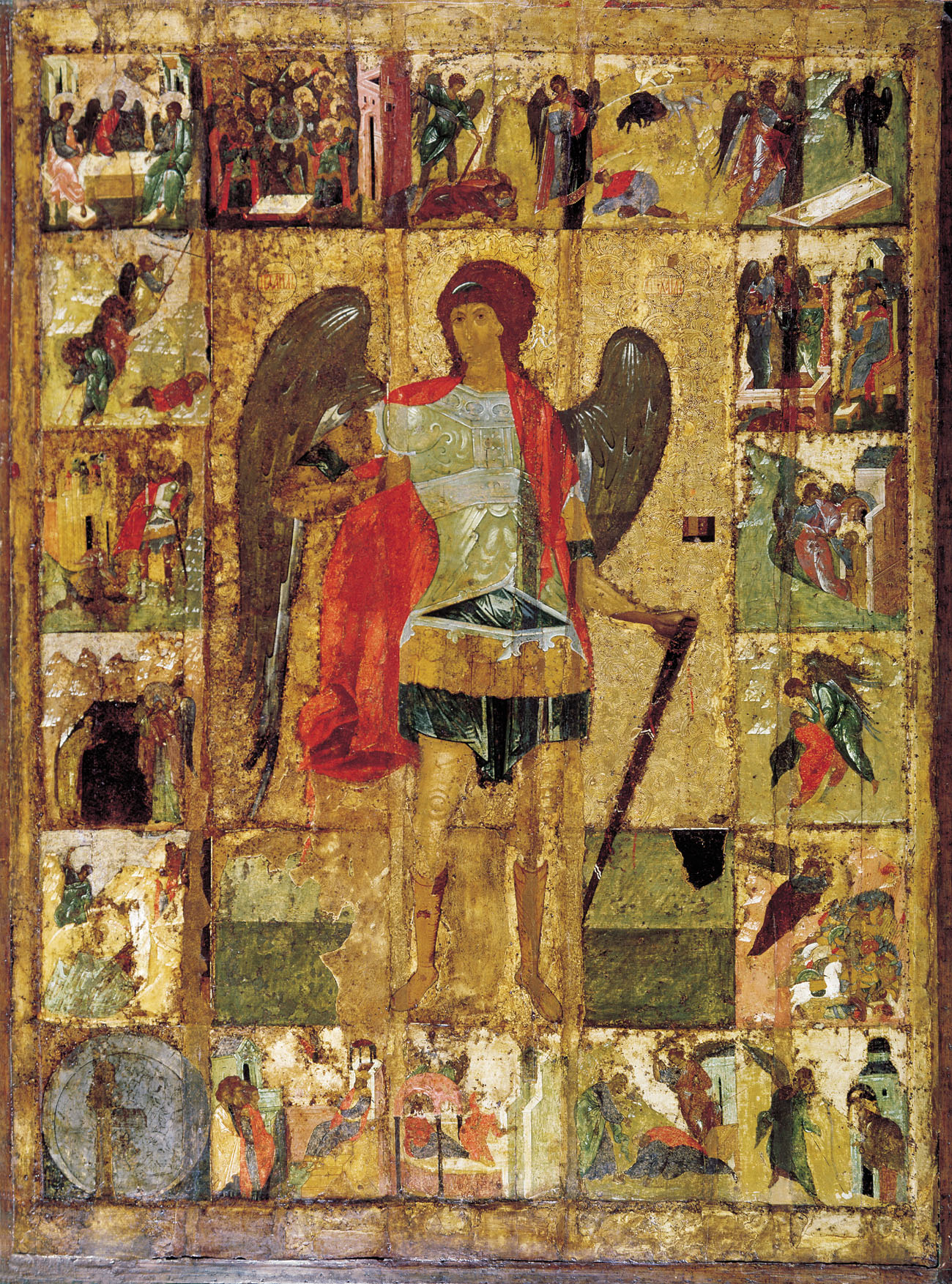
Mihály arkangyal ikonja (15. sz. eleje)

## Fordítás
- Ez a szócikk részben vagy egészben  a   Cathedral of the Archangel című angol Wikipédia-szócikk ezen változatának fordításán alapul.  Az eredeti cikk szerkesztőit annak laptörténete sorolja fel. Ez a jelzés csupán a megfogalmazás eredetét és a szerzői jogokat jelzi, nem szolgál a cikkben szereplő információk forrásmegjelöléseként.

## Külső hivatkozások
- A Kreml honlapján (angol nyelven)